# Охтирка (авіабаза)
Охтирка — навчальна авіабаза військової авіації в Україні, розташована за 8 км на схід від міста Охтирка Сумської області. Перебуваючи у віданні радянських ВПС, а потім ВПС України, він був місцем перебування 809-го навчального авіаційного полку, який літав на 102 літаках Л-39C.
База припинила свою діяльність у 2004 році.